# André Grétry
André Ernest Modeste Grétry (født 8. februar 1741 i Liège, død 24. september 1813 i Montmorency ved Paris) var en belgisk-fransk komponist. 
Grétry modtog sin første musikalske uddannelse i sin fødeby som kordreng ved Saint-Denis-kirken. Et stort opsving i hans musikinteresse foranledigede en italiensk operatrups besøg i Liège, og 1759 begav Grétry sig til Italien for at uddanne sig til operakomponist. Det blev imidlertid nærmest opera-buffaforestillingerne og intermezzoerne, der tiltrak ham og fristede ham til efterligning, medens de strenge teoretiske studier hos Casali kun afvandt ham ringe interesse, og 1767 forsøgte Grétry sig i Genève, på tilbagerejsen fra Italien, med en opera i den franske Opéra-comiquestil: Isabelle et Gertrude, der gjorde lykke og foranledigede ham til — med anbefaling af Voltaire — at drage til Paris, for der, skønt helt ukendt, at forsøge sig som operakomponist. 
Efter kampe og skuffelser nåede Grétry dog alt 1768 at få sin opera Le Huron opført væsentlig ved den svenske gesandt, grev Creutz’s bistand. Dette "prøvestykke blev et mesterstykke, der straks satte komponisten i række med de allerførste" (baron Grimms korrespondance), og hurtig fulgte nu en række komiske operaer, der befæstede og øgede Grétrys ry, indtil han 1784 med sin Richard, Coeur de lion stod som en af Frankrigs populæreste komponister. Denne opera opførtes utallige gange og dukker endnu fra tid til anden op på Opéra Comiques repertoire. Blandt Grétrys andre operaer fra denne tid skal nævnes: Les deux avares (1770), Zemire et Azor (1771), L’amant jaloux (1778), Aucassin et Nicolette (1779), Colinette à la Cour (1782) og Raoul Barbe-Bleu (1789). 
Under revolutionen togs Grétrys talent i brug til arbejder som Denys le Tyran (1794), La fête de la raison (samme år), men efter denne tid aftog Grétrys popularitet kendelig; med sin mangelfulde teoretiske uddannelse og den ringe vægt, han (til dels som følge deraf) lagde på sine operaers orkestration, kunde han ikke hævde sig over for ny opdukkende komponister som Méhul og Cherubini. Dog vedblev man at opføre hans nye operaer om end med svindende held indtil 1803, da hans sidste værk Delphis et Mopsa fremkom. Grétry, der ingen offentlig stilling beklædte, medens han vel i tidens løb var bleven overøst med al mulig officiel anerkendelse (en gade opkaldtes efter ham, hans buste opstilledes i Opéra Comiques vestibule), trak sig herefter tilbage til sin ejendom, Rousseaus Ermitage i Montmorency. 
Dog oplevede han en ny glansperiode, idet den udmærkede sanger Elleviou fik hans bedste operaer genoptagne, og Napoleon bevilgede ham en anselig statsunderstøttede. Grétry har foruden operaer komponeret en del kirkemusik, symfonier, kvartetter og sonater og har endelig efterladt sig et interessant skrift: Mémoires ou Essais sur la musique, der, bortset fra forfatterens selvbehagelighed, har både historisk og absolut værdi. En statue af Grétry er opstillet i hans fødeby (1842). Grétrys operaer satte kronen på den udvikling af den franske komiske opera, der fra Dauvergne og Duni strakte sig over Monsigny og Philidor til Grétry. Denne overgik alle sine forgængere og er den klassiske repræsentant for den ældre opéra-comique. I de større operaformer havde Grétry aldrig held, men i den lette genre besad han alle de afgørende fortrin: melodirigdom, indtagende ynde og vid, klar og fin harmonisk sans og ikke mindst dramatisk evne og vågen interesse for tekstbehandling og deklamation. 
I mange henseender var Gluck et forbillede for Grétry (pour bien faire il faudra l'imiter, skriver han selv); til en vis grad var Grétrys mission en lignende som Glucks, og den indvirkning, han fik på den komiske opera i Frankrig, fuldt så vidtrækkende som Glucks på den store opera; årtier igennem var Grétrys opera mønsteret for den franske opéra-comique selv efter at andre indflydelser havde gjort sig gældende ved dens udvikling. Herfra kommer Grétrys store navn i den franske musiks historie. Som betydningsfuldt må det endvidere fremhæves, at med Grétrys opera trådte det egentlige komiske moment i opéra-comiquen en del i skygge, idet han i overensstemmelse med hele tidsånden valgte — oftest let rørende — sujetter hentede fra det borgerlige eller landlige liv, hvorhos han lagde mere vægt på handlingen og de dramatiske motiver i sine operaer end på de komiske figurer og situationer.